# Firefox Focus

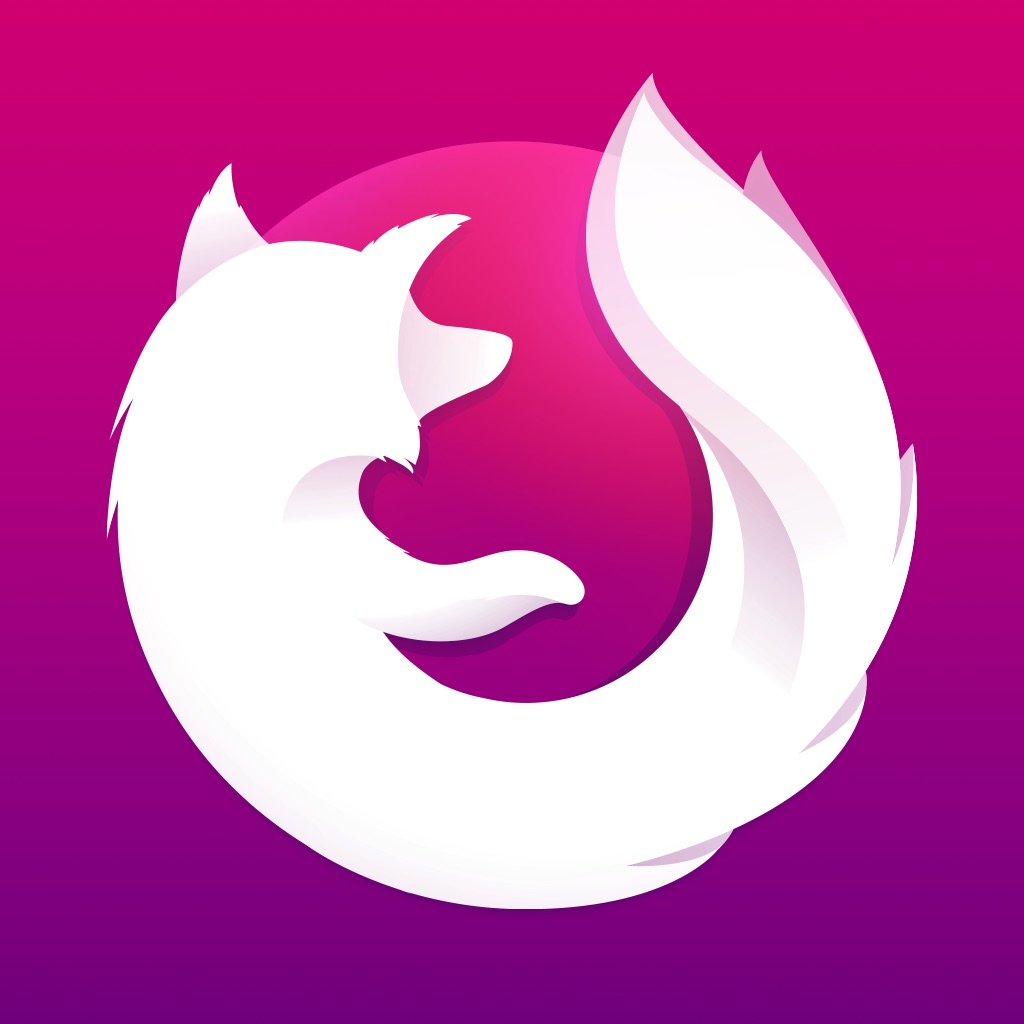
Firefox Focus logo

Firefox Focus este un navigator web mobil dezvoltat de Mozilla Foundation, editor al browser-ului Firefox. Disponibil pentru tablete și smartphone-uri cu sistemele de operare iOS și Android, urmărește să păstreze confidențialitatea utilizatorilor prin limitarea accesului la datele lor personale și limitarea urmăririi navigației de către tracker-ele externe. 

Firefox Focus este, cunoscut ca Firefox Klar în țările vorbitoare de limbă germană, pentru a evita confuzia cu revista germană de știri FOCUS, deținută de grupul media partener Mozilla, Burda. Este disponibil în Google Play, și  Apple App Store.